# Municipio de Honey Creek (condado de Delaware)
El municipio de Honey Creek (en inglés: Honey Creek Township) es un municipio ubicado en el condado de Delaware en el estado estadounidense de Iowa. En el año 2010 tenía una población de 1009 habitantes y una densidad poblacional de 10,68 personas por km².

## Geografía
El municipio de Honey Creek se encuentra ubicado en las coordenadas 42°36′3″N 91°25′48″O / 42.60083, -91.43000. Según la Oficina del Censo de los Estados Unidos, el municipio tiene una superficie total de 94.5 km², de la cual 94,5 km² corresponden a tierra firme y (0 %) 0 km² es agua.

## Demografía
Según el censo de 2010, había 1009 personas residiendo en el municipio de Honey Creek. La densidad de población era de 10,68 hab./km². De los 1009 habitantes, el municipio de Honey Creek estaba compuesto por el 98,91 % blancos, el 0,3 % eran afroamericanos, el 0,1 % eran amerindios y el 0,69 % eran de una mezcla de razas. Del total de la población el 0,1 % eran hispanos o latinos de cualquier raza.